# Stryphnodendron cristalinae
Stryphnodendron cristalinae är en ärtväxtart som beskrevs av Carlos Toledo Rizzini och A.Mattos. Stryphnodendron cristalinae ingår i släktet Stryphnodendron och familjen ärtväxter. Inga underarter finns listade i Catalogue of Life.